# Gustav Hahn (Maler)

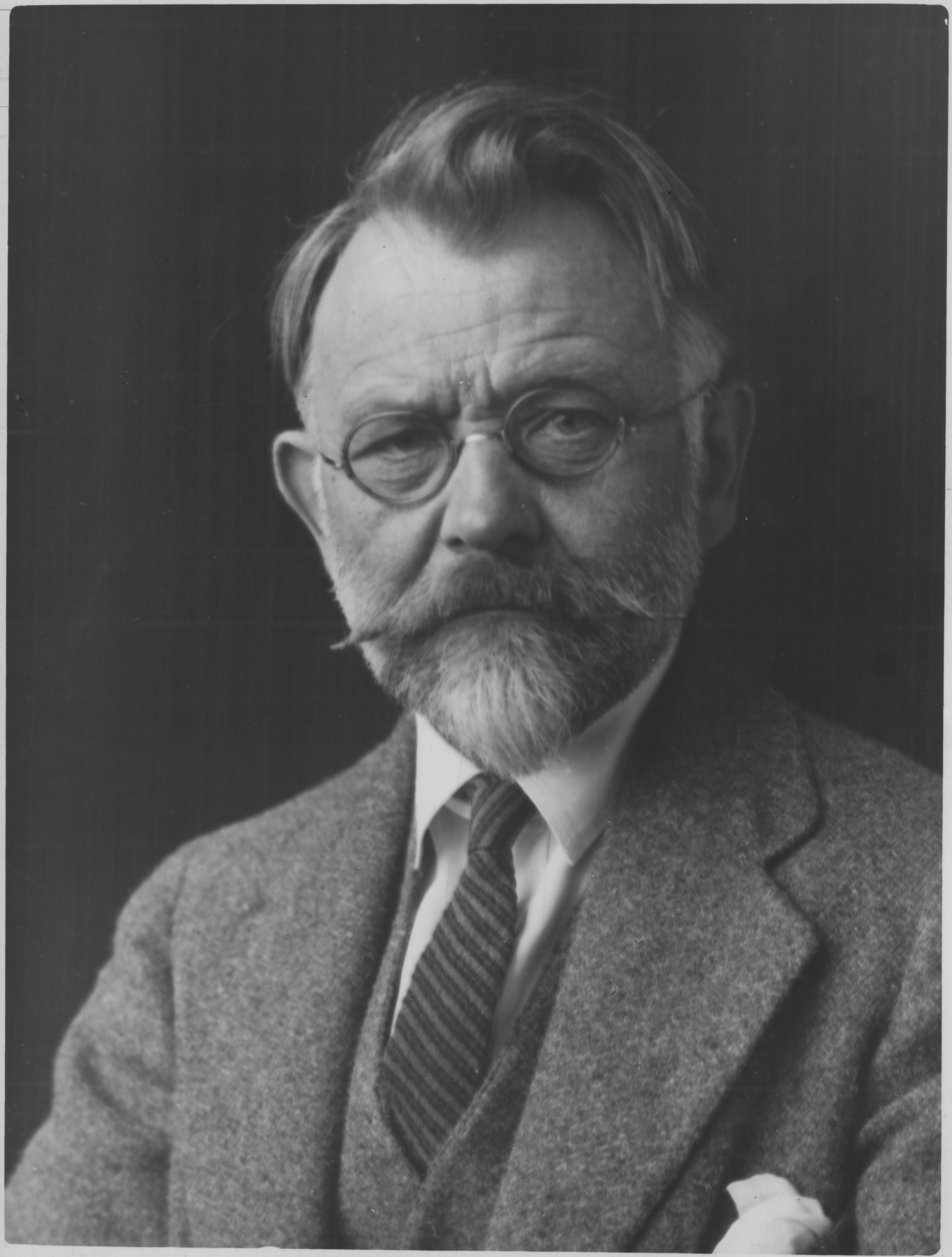
Gustav Hahn, 1930

Gustav Hahn (* 27. Juli 1866 in Reutlingen, Königreich Württemberg; † 1. Dezember 1962) war ein deutsch-kanadischer Maler, Wandmaler und Innenarchitekt, der als Pionier des Jugendstils in Kanada gilt.

## Leben
Gustav Hahn wurde in Reutlingen geboren und besuchte als junger Mann die Kunstschule in Stuttgart. 1888 wanderte er nach Toronto in Kanada aus, wo er als Designer für eine große Inneneinrichtungsfirma arbeitete. Er schuf Wandmalereien in öffentlichen Gebäuden wie dem Ontario Legislative Building und dem alten Rathaus von Toronto sowie in Kirchen und den Residenzen der lokalen Elite.
Als Lehrer am Ontario College of Art, am Royal Ontario Museum und an der Central Technical School in Toronto beeinflusste er zahlreiche kanadische Künstler, darunter Franklin Carmichael und Franz Johnston. 
Gustav Hahn war ein Bruder des Bildhauers Emanuel Hahn. Seine Tochter Sylvia Hahn wurde ebenfalls eine bekannte Wandmalerin. 

## Werk
Gustav Hahn war einer der Wegbereiter des Jugendstils in Kanada. Zu seinen bedeutendsten Werken zählt Hail Dominion (1906), ein Gemälde, das als Teil eines Entwurfs für eine Reihe von Wandgemälden für die Parlamentsgebäude in Ottawa entstand. Seine Frau und seine älteren Töchter dienten ihm als Modelle für Mutter Kanada und die jungen Frauen, die die Provinzen repräsentieren. Ein weiteres bemerkenswertes Werk ist seine Darstellung der Großen Meteorprozession von 1913, die er als Amateurastronom mit besonderem Interesse verfolgte.